# Salzburg (stad)
Salzburg is een stad in Oostenrijk en is de hoofdstad van de gelijknamige deelstaat. De gemeente, die ook het statuut van district heeft, telt meer dan 150.000 inwoners en is daarmee de vierde van het land. De stad ligt aan de Salzach in de streek Flachgau tegen de grens met Duitsland. Salzburg trekt toeristen als de geboortestad van Mozart en organiseert 's zomers de Salzburger Festspiele.
De veelbezochte binnenstad staat in haar geheel op de Werelderfgoedlijst van de UNESCO. Ze wordt gedomineerd door barokgebouwen, waaronder de dom, en door de vesting Hohensalzburg, een middeleeuwse burcht op een heuvel 120 m boven de stad. Salzburg is sinds het einde van de achtste eeuw de hoofdplaats van een aartsbisdom, waarvan de invloed zich tot ver in Beieren en binnen Oostenrijk uitstrekte.

## Geschiedenis

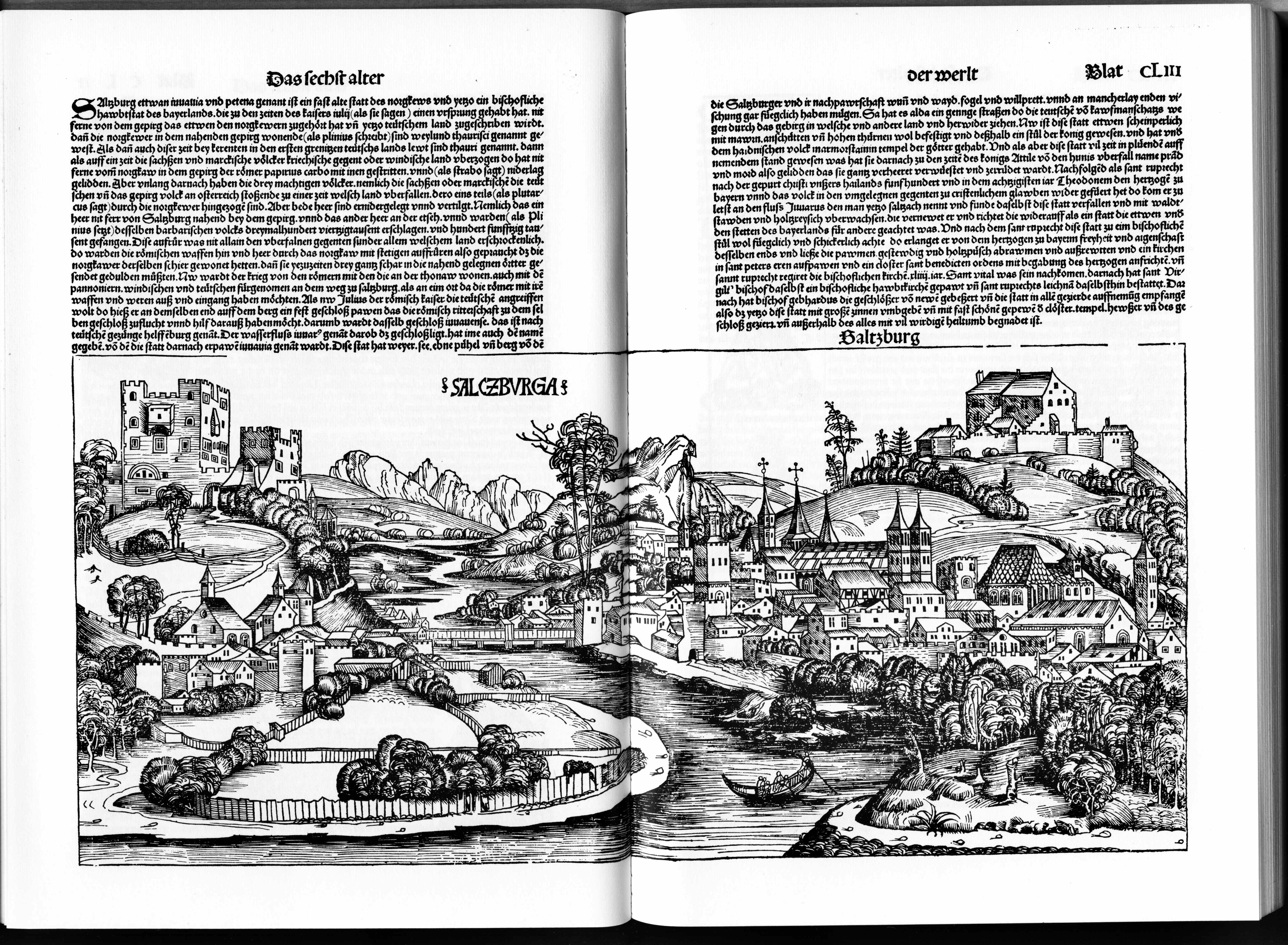
Salzburg in de Kroniek van Neurenberg, 1493

Aan de Salzach bevond zich op de plaats van het huidige Salzburg, die al in het neolithicum bewoond was, aan het begin van de jaartelling de Romeinse nederzetting Iuvavum. Deze kreeg in het jaar 45 de status van municipium en werd een van de belangrijkste Romeinse steden ten noorden van de Alpen.
De resten van deze stad werden in 699 door hertog Theodo II van Beieren aan Rupert van Salzburg geschonken. Deze missionaris geldt als de stichter van de stad, die in 755 voor het eerst onder de naam Salzburg in schriftelijke bronnen opduikt, in een levenbeschrijving van Bonifatius. De stad dankt de naam aan de grootschalige winning van zout (Salz) in de regio .
Het bisdom Salzburg werd in 739 gesticht en werd in 798 verheven tot aartsbisdom. Het omvatte het grootste deel van het huidige Oostenrijk en Beieren. De bouw van de dom was toen al begonnen.
Gaandeweg maakte Salzburg zich binnen het Heilige Roomse Rijk los van Beieren: in 1328 kreeg deze verzelfstandiging definitief haar beslag en was Salzburg een prinsaartsbisdom, wat het tot 1803 zou blijven.
Vanaf 1520 kwam Salzburg onder invloed van de reformatie. Aan het eind van de 16de eeuw werd onder prins-aartsbisschop Wolf Dietrich von Raitenau de contrareformatie ingezet. Aan deze prins-aartsbisschop is ook het barokke uiterlijk van de stad te danken: hij was degene die Italiaanse bouwmeesters uitnodigde de in 1598 afgebrande dom in de nieuwe stijl te herbouwen. De oprichting van de universiteit in 1622 door prins-aartsbisschop Paris von Lodron paste ook in de contrareformatie. Paris von Lodron wist Salzburg ook buiten de Dertigjarige Oorlog (1618-1648) te houden. Onder prins-aartsbisschop Leopold Anton von Firmian werden in 1731 op grond van het Emigrationspatent de ruim 20.000 protestanten die hun geloof niet opgaven uit de stad uitgewezen (de Salzburgse emigranten). De meesten van hen werden uiteindelijk gehuisvest door de Pruisische koning Frederik Willem I: ze kwamen terecht in het door de pest ontvolkte Oost-Pruisen, maar ook elders in Europa vestigden zich vluchtelingen uit de dalen van het Salzkammergut.

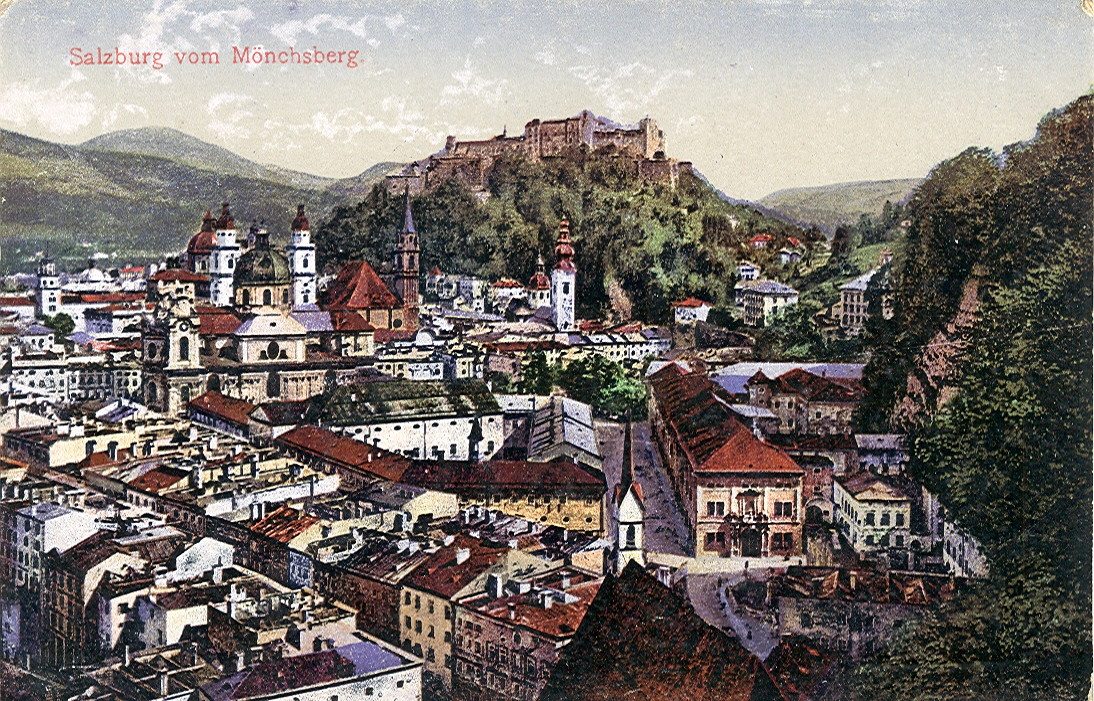
Salzburg op een ansichtkaart omstreeks 1914

De laatste prins-aartsbisschop van Salzburg was Hieronymus von Colloredo-Mannsfeld, een steun en toeverlaat van de verlichte keizer Jozef II. In 1803 volgde de secularisering van het prins-aartsbisdom. Het keurvorstendom Salzburg kwam aanvankelijk aan Ferdinand III van Toscane (Verdrag van Parijs) en kwam in 1805 aan Oostenrijk (Vrede van Presburg). Dat keizerrijk moest de stad in 1809 (Vrede van Schönbrunn) alweer afstaan aan de Franse vazalstaat Beieren. In 1816 kwam de stad na het Congres van Wenen opnieuw aan Oostenrijk, maar werd het gescheiden van het naburige en thans nog steeds Beierse Berchtesgaden. In 1850 kreeg Salzburg binnen Oostenrijk de status van kroonland: tot dan toe was het vanuit Linz bestuurd.
Een referendum in 1921 wees uit dat de stad Oostenrijks wilde blijven en niet koos voor aansluiting bij Duitsland. Na de Anschluss van 1938 werd aan het eind van dat jaar tijdens de Kristallnacht de Salzburgse synagoge verwoest. De stad had in 1944 - 1945 te lijden onder geallieerde luchtbombardementen, waarbij veel gebouwen (waaronder de Dom) en de bruggen verwoest of beschadigd werden. Toch bleef het grootste deel van de barokarchitectuur behouden. Op 5 mei 1945 namen de geallieerden zonder strijd te hoeven leveren de stad in. Salzburg werd hierna het centrum van de Amerikaanse bezettingszone, die tot 1955 bleef bestaan.

## Klimaat
| Maand                  | jan  | feb  | mrt  | apr  | mei  | jun  | jul  | aug  | sep  | okt  | nov | dec  | Jaar  |
| ---------------------- | ---- | ---- | ---- | ---- | ---- | ---- | ---- | ---- | ---- | ---- | --- | ---- | ----- |
| Gemiddeld maximum (°C) | 3,2  | 5,6  | 10,4 | 14,3 | 19,9 | 22,2 | 24,4 | 24,2 | 20,1 | 14,8 | 7,8 | 4,0  | 14,2  |
| Gemiddeld minimum (°C) | −4,0 | −2,9 | 0,7  | 3,8  | 8,4  | 11,5 | 13,5 | 13,5 | 10,1 | 5,5  | 0,6 | −2,5 | 4,9   |
|                        |      |      |      |      |      |      |      |      |      |      |     |      |       |
| Neerslag (mm)          | 60   | 55   | 79   | 83   | 115  | 155  | 158  | 151  | 101  | 73   | 83  | 73   | 1.184 |
| Bron: WeerOpReis.com   |      |      |      |      |      |      |      |      |      |      |     |      |       |

## Bezienswaardigheden

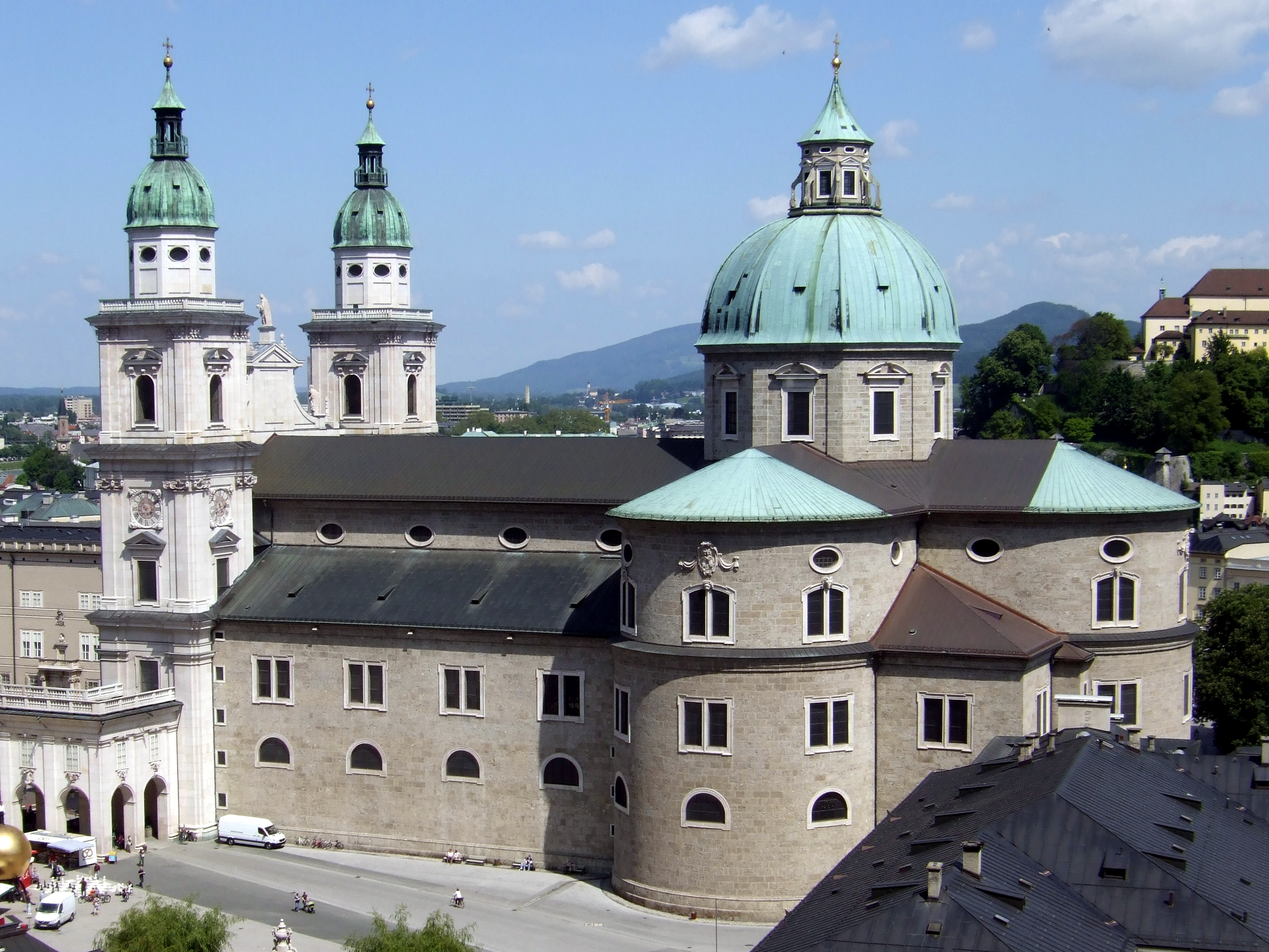
De Dom van Salzburg

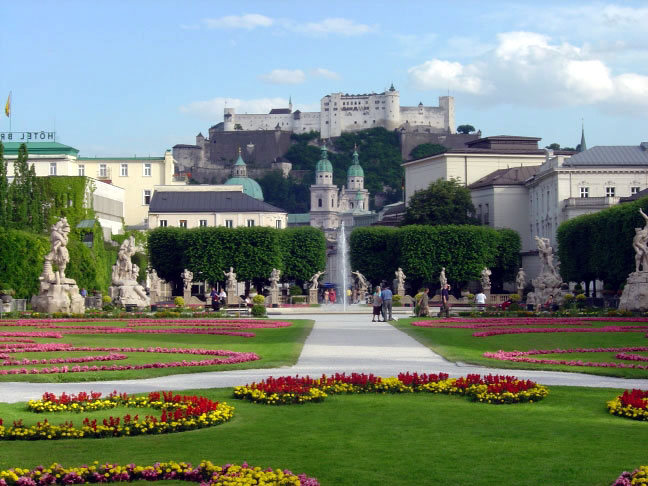
De vesting Hohensalzburg, gezien vanuit de tuinen van slot Mirabell

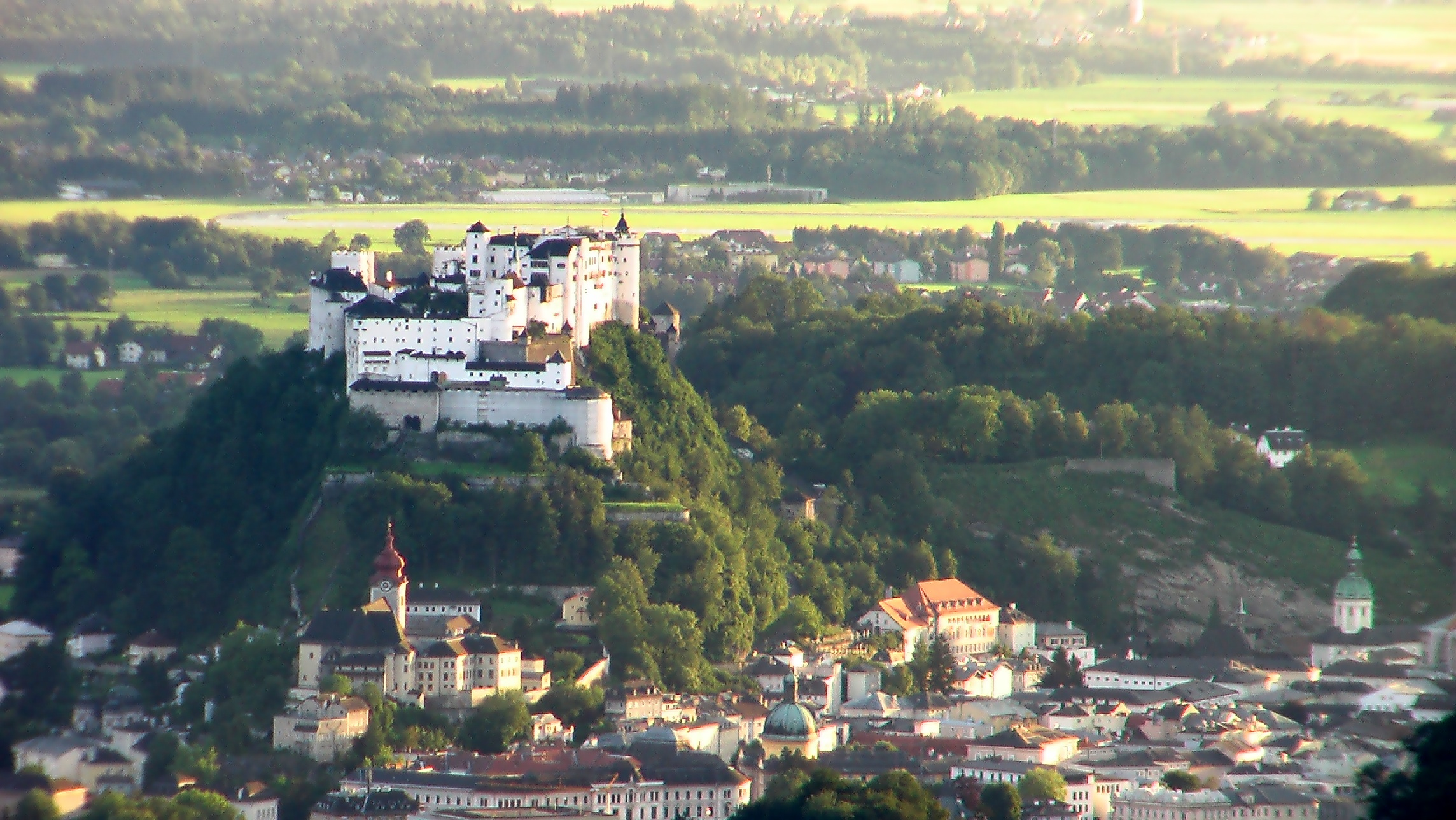
De vesting Hohensalzburg

Het oudste monument van Salzburg is de benedictijnerabdij St. Peter (Stift Sankt Peter), die uit 696 dateert en werd gesticht door de missionaris Rupert van Salzburg. Het geldt als het oudste klooster van Oostenrijk en herbergt de oudste bibliotheek van het land. De Romaanse stiftskerk heeft een rococo-interieur.
De geschiedenis van de Dom van Salzburg gaat terug tot 774, toen de eerste basiliek werd voltooid. De Romaanse dom brandde in 1598 echter af en werd vervangen door de huidige barokke kerk uit 1611, die werd ontworpen door Vincenzo Scamozzi en Santino Solari. De 71 meter hoge koepel werd in de Tweede Wereldoorlog door een vliegtuigbom getroffen. De restauratie was in 1959 voltooid. De dom is gewijd aan de missionarissen Rupert en Virgilius.
De bouw van de vesting Hohensalzburg begon in 1077. Deze omvangrijke vesting is het symbool van de stad. Ze werd slechts één keer belegerd (in 1525/26) en is in goede staat bewaard gebleven. Sinds 1900 is het complex met een kabeltrein te bereiken.
Het geboortehuis van Mozart staat aan de Getreidegasse en is een museum.
Verder zijn er het rococoslot Leopoldskron uit 1740 in het stadsdeel Leopoldskron-Moos, het barokke slot Mirabell uit 1606 en de Franciscanerkerk, een romaanse kerk met een barokke façade.
Een bezienswaardigheid met de bijsmaak van de Tweede Wereldoorlog is het woonhuis van de muzikale familie Von Trapp. Het verhaal van hun vlucht na de Anschluss in 1938 werd de basis van de musicalfilm The sound of music. Het huis aan de Traunstraße 34 in Salzburg werd van 1938 tot 1945 bewoond door SS-leider Heinrich Himmler. Het huis wordt door de Villa Trapp Foundation beheerd en het doet dienst als hotel en trouwlocatie.

### Kerken
- Dom van Salzburg, 1614–1628, eerste barokkerk in de Alpen
- Stift Sankt Peter
- Benediktinen-Frauenstift Nonnberg
- Kollegienkirche van de architect Fischer von Erlach
- Dreifaltigkeitskirche
- Markuskirche
- Johannsspitalkirche in Mülln
- Franziskanerkirche
- Michaelskirche
- Bürgerspitalkirche St. Blasius
- Kajetanerkirche
- Erhardkirche in Nonntal
- Pfarrkirche Mülln
- Sebastianskirche
- Imbergkirche

### Burchten en kastelen
- Festung Hohensalzburg
- Schloss Mirabell
- Schloss Aigen
- Schloss Leopoldskron
- Johannesschlössl, Marketenderschlössl, Schloss Mönchstein bij de Mönchsberg
- Franziskischlössl bij de Kapuzinerberg
- Schloss Arenberg, Schloss Elsenheim, Schloss Fürberg bij de Kapuzinerberg
- Schloss Neuhaus bij Kühberg

#### Kastelen in Landschaftsgarten Hellbrunner Allee
- Schloss Freisaal
- Kayserburg
- Schloss Fronburg
- Schloss Herrnau
- Lasserhof (Rupertihof, „Gwandhaus“)
- Schloss Emsburg
- Schloss Emslieb
- Schloss Hellbrunn (met het Wasserspiele Hellbrunn, Monatsschlössl en het Steintheater)

#### Kastelen bij de stad
- Schloss Anif
- Schloss Klessheim
- Schloss Glanegg

### Musea
- Salzburg Museum
- Residenzgalerie (met zwaartepunt op 17e-eeuwse schilderijen uit de Nederlanden)

## Cultuur

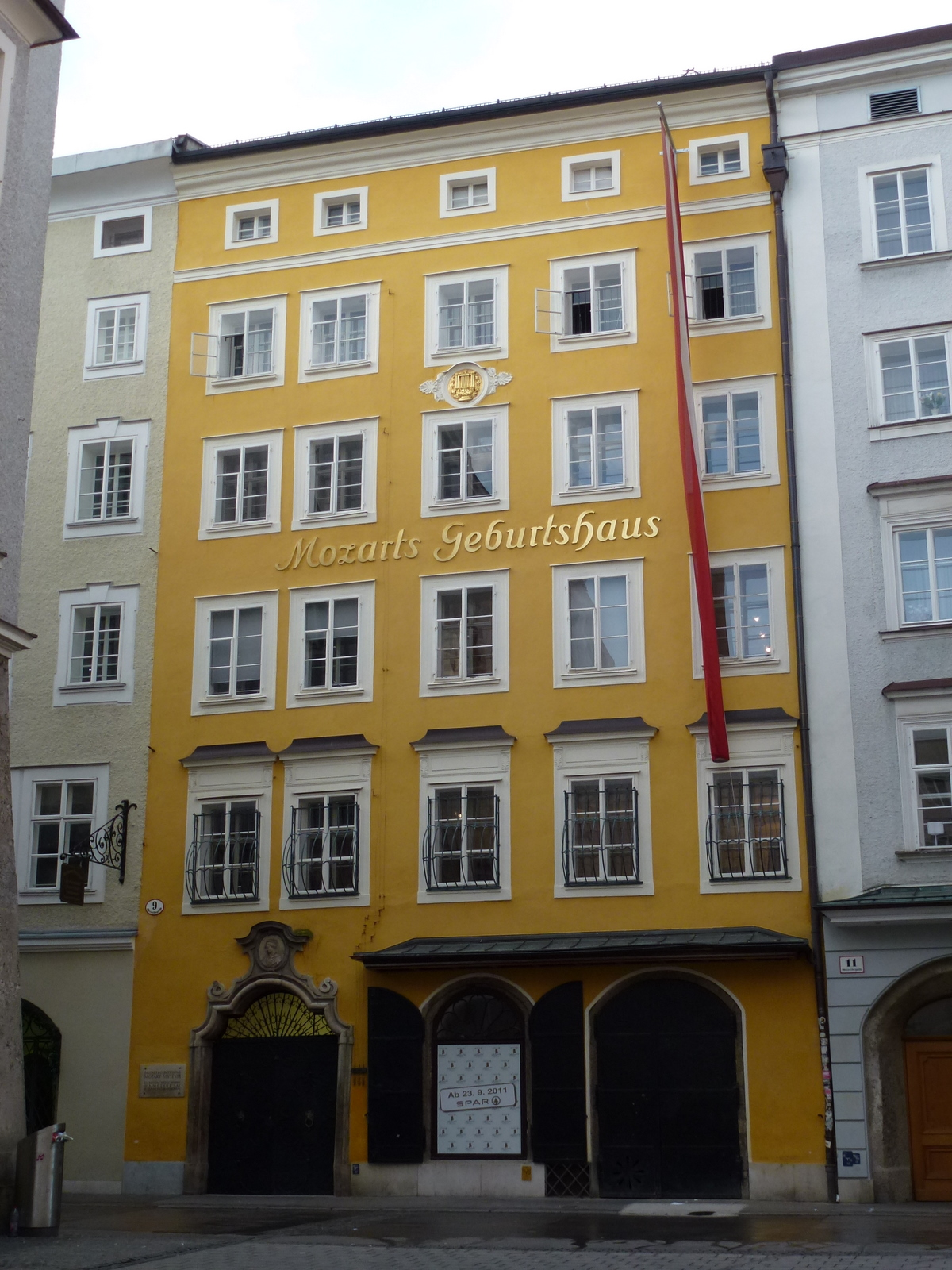
Het geboortehuis van Mozart

### Kunsten
Mozart
Salzburg is de geboortestad van Wolfgang Amadeus Mozart (1756-1791). Het conservatorium van Salzburg, het beroemde Mozarteum aan de Getreidegasse, is naar de bekende zoon genoemd. Verder zijn er twee musea: het geboortehuis van Mozart en Mozarts Wohnhaus.
Overig
's Zomers vinden in Salzburg sinds 1920 de Salzburger Festspiele plaats, een van de bekendste klassiekemuziekfestivals in Europa. Voor eigentijdse muziek is aandacht in het Musikfest Salzburg.
Salzburg was het decor van de door Robert Wise geregisseerde film The Sound of Music.

### Sport
Een voetbalclub in Salzburg is Red Bull Salzburg, die speelt in de Red Bull Arena, waar in 2008 onder meer wedstrijden voor het Europees kampioenschap voetbal 2008 werden gespeeld.
In 2006 werd de wereldkampioenschappen wielrennen in Salzburg georganiseerd. De wegwedstrijd voor de mannenelite werd er gewonnen door de Italiaan Paolo Bettini. Bij de vrouwen werd de Nederlandse Marianne Vos wereldkampioene.

## Geboren in Salzburg
- Andreas Christophorus Clamer (1633-1701), componist
- Maria Anna Mozart (1751-1829), pianiste en violiste; zuster van Wolfgang Amadeus Mozart
- Wolfgang Amadeus Mozart (1756-1791), componist, pianist, violist en dirigent
- Joseph Wölfl (1773), pianist en componist
- Joseph Mohr (1792-1848), priester en dichter, auteur van Stille Nacht
- Christian Doppler (1803-1853), wis- en natuurkundige
- Otto I (1815-1867), koning van Griekenland
- Hans Makart (1840-1884), schilder
- Louise van Toscane (1870-1947), kroonprinses van Saksen
- Georg Trakl (1887-1914), apotheker en dichter
- Herbert von Karajan (1908-1989), dirigent
- Wilhelm Holzbauer (1930-2019), architect
- Margot Werner (1937-2012), balletdanseres, zangeres en actrice
- Benita Ferrero-Waldner (1948), Europees commissaris voor externe relaties
- Roland Ratzenberger (1960-1994), autocoureur
- Bernhard Brugger (1966), voetbalscheidsrechter
- Felix Baumgartner (1969-2025), skydiver en BASE-jumper
- Nik Berger (1974), volleybal- en beachvolleybalspeler
- Oliver Glasner (1974), Oostenrijks voetbalcoach en voetballer
- Gerrit Glomser (1975), wielrenner
- Christoph Freund (1977), voetballer en sportbestuurder
- Alex Manninger (1977), voetballer
- Philipp Schörghofer (1983), alpineskiër
- Roman Kienast (1984), voetballer
- Julian Baumgartlinger (1988), voetballer
- Alexander Schlager (1996), voetballer